# آنتونینیو (بازیکن فوتبال، زاده ۱۹۲۱)
آنتونیو فرناندس با نام مستعار آنتونینیو (پرتغالی: Antoninho; ۱۳ اوت ۱۹۲۱ – ۱۶ دسامبر ۱۹۷۳) بازیکن و مربی فوتبال اهل برزیل بود.
از باشگاه‌هایی که در آن بازی کرده‌است می‌توان به باشگاه فوتبال سانتوس اشاره کرد.